# Iglesia Parroquial de Santa Eulalia
La Iglesia Parroquial de Santa Eulalia es una iglesia en España situada en Berga (Bergadá), en la provincia de Barcelona. Está protegida como Bien Cultural de Interés Local.

## Descripción
La iglesia es de planta basilical de tres crujías cubierta a dos aguas. El paramento exterior es de piedra perfectamente escuadrada dejada a la vista. El exterior es bastante sencillo, con falsas pilastras adosadas al muro para romper la monotonía y un entablamento sobre la puerta adintelada, a los pies de la nave. Sobre ella hay un nicho hoy vacío y encima de él, a modo de remate, un óculo de grandes dimensiones. Se accede por una escalinata, ya que su enclave está en un punto del municipio con bastante desnivel.
El interior es de una única nave flanqueada por capillas laterales comunicadas entre sí, la cubierta es una bóveda de crucería con lunetos y en la zona del crucero, una cúpula. El  presbiterio es rectangular y la entrada está a poniente.
Hay un órgano de teclado de "ventana" que forma un solo mueble con todo el conjunto del órgano. Las flautas o tubos, ajustados sobre el salmer, son de metal y con lengüetería de fachada horizontal.

## Historia
La iglesia parroquial, en un principio, estaba situada en el castillo pero fue destruida en 1655 por los franceses. Entonces se construyó el actual edificio que ocupó el espacio de la antigua iglesia románica de San Pedro de Cohorts. Por eso la parroquial de Berga se conoce también con el nombre de «San Pedro». Fue construida el 16 de enero de 1686, por el maestro de obras José Moratí i Pujol (1654-1694) de Vich, con la colaboración del carmelita Fray José de la Concepción (Valls, 1626- Nules, 1690).

El órgano, renacentista, es de finales del siglo XVII (1676-1696) y muy similar al de San Lorenzo de Morunys. Este órgano corresponde a las obras iniciadas en San Pedro de Cohorts (actual Santa Eulalia) cuando hizo las funciones de iglesia parroquial de Berga desde el año 1604, cuando los bergadanes empezaron a utilizar la iglesia de San Pedro y a abandonar el culto de la iglesia del castillo.
El primer órgano de la parroquia de Berga está documentado en 1680, pero a finales del siglo XVII se dotó a la iglesia de uno nuevo que fue quemado en 1873 durante la tercera guerra carlista. El órgano actual fue realizado por el maestro organero Francesco Feppati de origen italiano y residente en Barcelona en 1896. En 1989 fue totalmente restaurado por el maestro organero Gerhard Grenzing.